# 恋と海とTシャツと
「恋と海とTシャツと」（こいとうみとTシャツと）は、1974年6月1日に発売された天地真理の10枚目のシングル。売上15万枚。

## 収録曲
- 両楽曲共に、作詞：安井かずみ／作曲：森田公一／編曲：竜崎孝路

1. 恋と海とTシャツと (2分45秒)
2. 花嫁の友だち (3分5秒)

## 収録作品
- GOLDEN☆BEST 天地真理 コンプリート・シングル・コレクション・アンド・モア
- 天地真理 プレミアム・ボックス　-　歌手デビュー35周年記念CD-BOX

## カバー
- 風吹ジュン（1974年、「風吹ジュン ファースト・アルバム ジュンとあなたの世界」収録。）